# Pedinotus brasiliensis
Pedinotus brasiliensis är en stekelart som beskrevs av Szepligeti 1902. Pedinotus brasiliensis ingår i släktet Pedinotus och familjen bracksteklar. Inga underarter finns listade i Catalogue of Life.